# Bicho-folha-seca

Concepção artística do Acanthops falcata, encontrado na América do Sul, principalmente no interior do Brasil

Bicho-folha-seca é a designação comum de diversas espécies de louva-a-deus, com capacidade de mimetismo, onde imitam  folhas em decomposição. É mais comum o uso do termo para as espécies do gênero Deroplatys devido sua popularidade como bicho de estimação exótico. Outros exemplos incluem D. desiccata (Bicho folha morta gigante), D. lobata (Bicho folha morta da malásia), e D. philippinica (bicho folha morta das Filipinas). Outras espécies conhecidas popurlamente com esse termo incluem  o Acanthops falcataria (da América do Sul), e A. falcata, assim como P. paradoxa (mais conhecido como Louva deus fantasmamore).